# 伊藤裕子 (実業家)
伊藤 裕子（いとう ゆうこ、1969年8月19日 - ）は、日本の実業家、株式会社ニッピ代表取締役社長。

## 人物・経歴
1969年8月19日生まれ。神奈川県出身。1992年3月、立教大学文学部卒業。
2004年9月、株式会社ニッピ入社。2015年7月、同社執行役員。2017年6月、株式会社ニッピコラーゲン化粧品取締役、2019年6月、同社常務取締役、2021年6月、同社代表取締役社長、ニッピ取締役兼経営企画室長に就任。2023年4月、株式会社ニッピ代表取締役社長に就任。